# Inistioge
Inistioge (Iers: Inis Tíog) is een klein dorp in County Kilkenny. Het ligt aan de Nore, ongeveer 25 kilometer zuidoostelijk van Kilkenny. In het verleden is de naam onder meer gespeld als Ennistioge, Ennisteage, en verschillende andere varianten.

## Geschiedenis
De eerste vermelding van Inistioge heeft betrekking op een slag tussen het koninkrijk Osraighi en een Noors leger. Volgens de Annalen van de Vier Meesters zou deze slag plaatsgevonden hebben in het jaar 962.
Inistioge was voor de Act of Union een zogenaamde rotten borough, een kiesdistrict met zeer weinig stemmers, doorgaans onder de controle van een landheer. Het zond twee vertegenwoordigers naar het parlement.

## Sport
De bekende Gaelic Athletic Association hurlingclub Rower-Inistioge GAA heeft hier zijn thuisbasis. De club heeft vele spelers geleverd aan het countyteam van Kilkenny en kent daardoor verschillende winnaars van een All Ireland-medaille waaronder Eddie Keher, Sean Cummins, Kieran Joyce en Liam Tierney.

## Bekende personen
- Walter Hamilton (1856-1879). Kreeg postuum het Victoria Cross toegekend wegens verregaande dapperheid tijdens de Tweede Anglo-Afghaanse Oorlog. Sneuvelde enige maanden later tijdens het escorteren van de Britse diplomaat Cavagnari naar zijn nieuwe standplaats Kaboel. De groep kwam terecht in een muiterij en Hamilton, Cavagnari en 70 manschappen van de "Corps of Guides" kwamen om.

- George Brown (1906-1937) Geboren in Ballyneale, juist buiten Inistioge. Verhuisde later naar Manchester en werd daar een bekende communist. Trad toe tot de Internationale Brigades tijdens de Spaanse Burgeroorlog en sneuvelde tijdens de Slag om Brunete. Sinds 2008 is er een jaarlijks "George Brown Memorial Weekend".

### Overig
- In Inistioge zijn delen van de films Circle of Friends en Widows' Peak opgenomen.
- Het pittoreske Woodstock Estate ligt ongeveer anderhalve kilometer buiten het dorp.

## Galerij

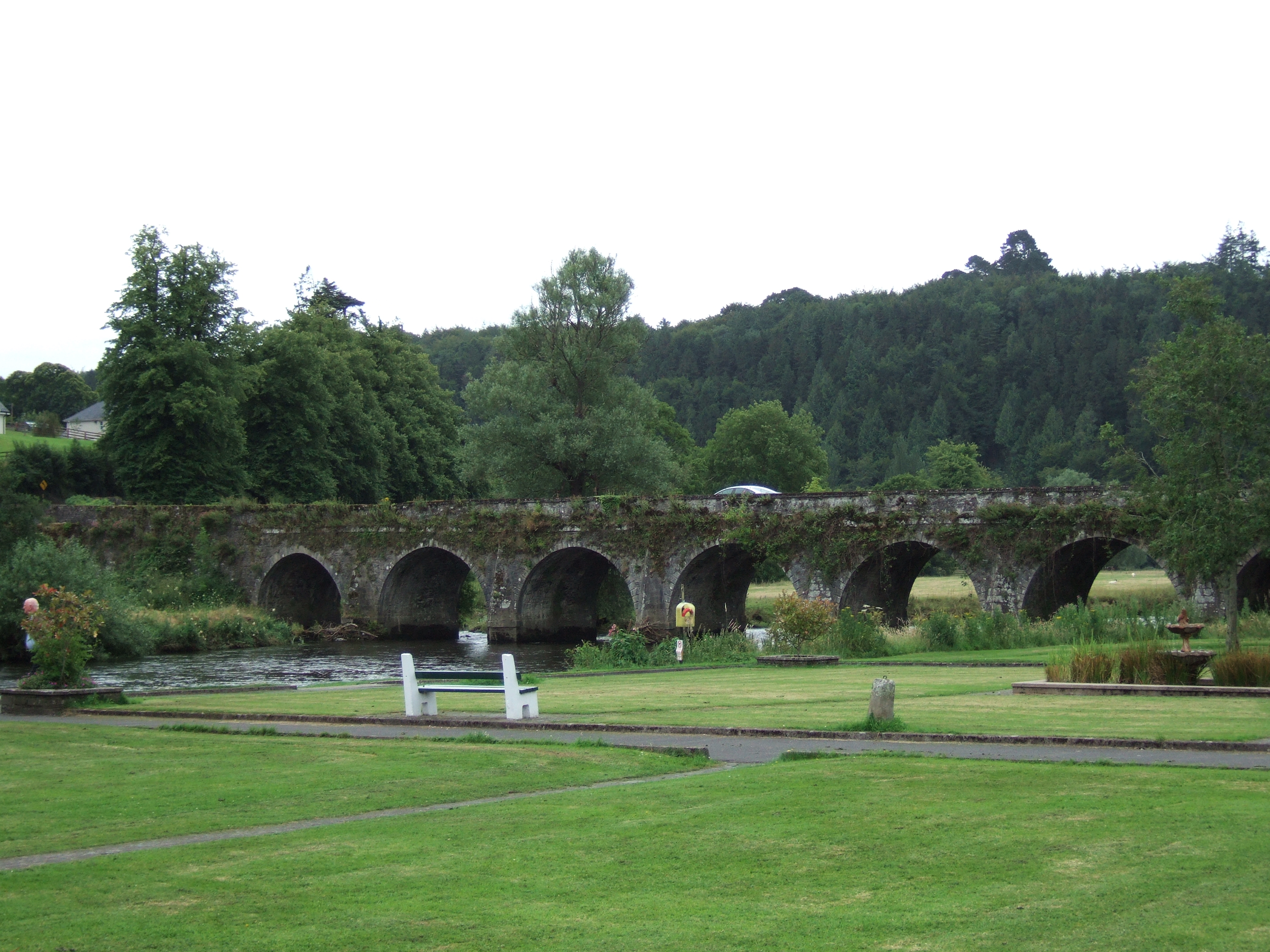
Brug in Inistioge
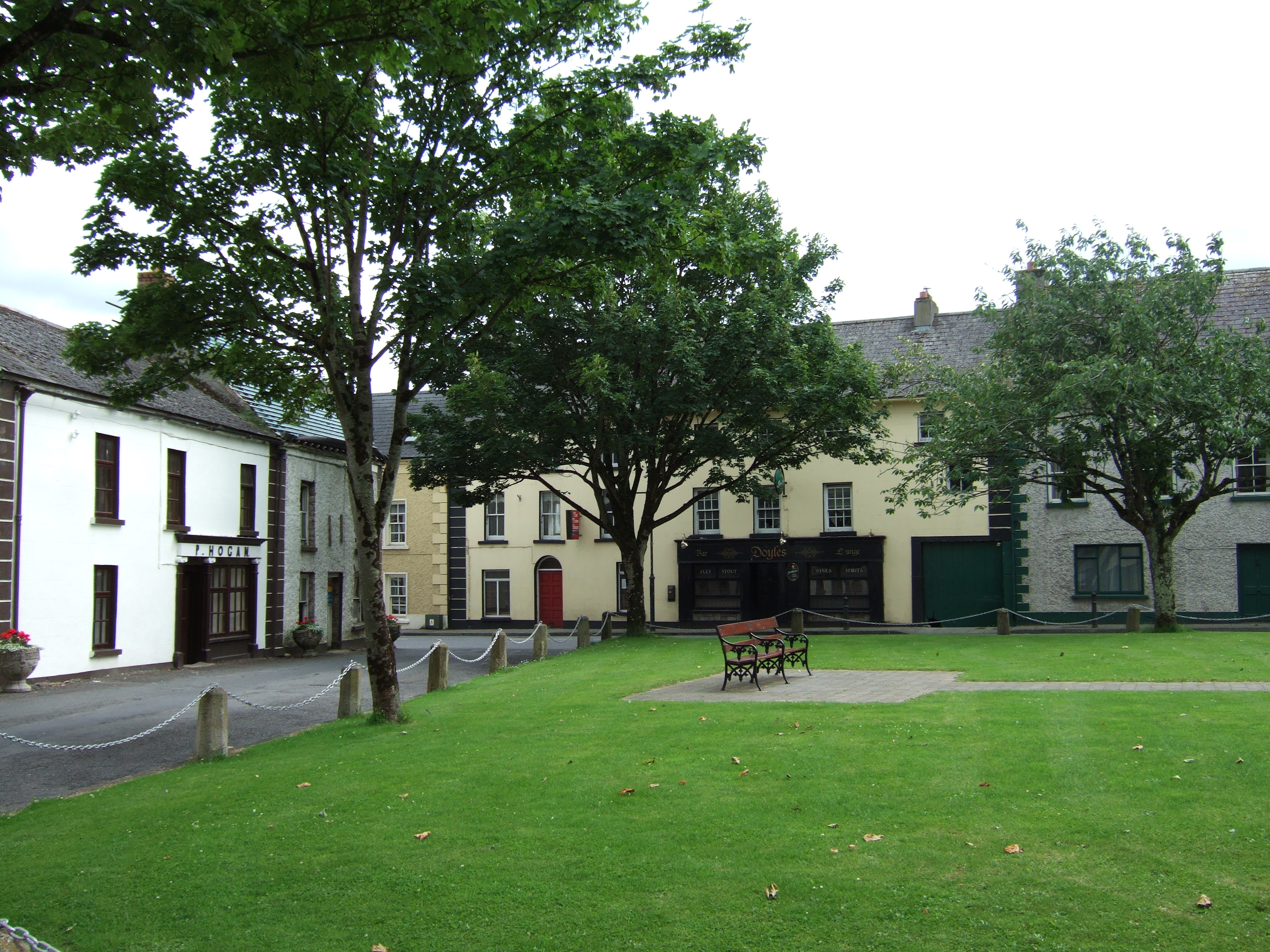
Centraal park in Inistioge